# 文明崩壊 (書籍)
『文明崩壊 - 滅亡と存続の命運を分けるもの -』 (英語: Collapse: How Societies Choose to Fail or Succeed) は2005年に米国で出版されたジャレド・ダイアモンドの書籍。どのような環境変化にどう対応しその結果どうなったのか、またどのような要因で過去の文明が消え去ったのかなど事例を挙げて分析している。

## 内容
本書では文明崩壊に寄与する主な要因として以下の5つを挙げている。
- 気候変動
- 敵対する相手
- 重要な商取引相手の喪失
- 環境破壊
- 環境課題への適応失敗

人類が現在直面している環境問題のうち、過去の文明崩壊に寄与した要因として以下を挙げている。
1. 森林破壊や居住地環境の破壊
2. 土壌の侵食、塩害、地力低下
3. 水資源問題
4. 過剰な狩猟
5. 過剰な漁業
6. 外来種の問題
7. 人口過剰

さらに、新規の潜在的リスク要因として以下を挙げている。
1. 人為的な原因による気候変動
2. 環境中への有毒物質蓄積
3. エネルギー不足
4. 光合成能力利用の上限到達

## イースター島について
ダイアモンドは、この著作の中で、一度は高度な社会を築きながらも、その後、文明が崩壊した事例として、北米のアナサジ、中米のマヤ、ポリネシアのイースター島、ピトケアン島などを取り上げている。そして、イースター島については、文明崩壊の原因として、モアイ製造を推し進めた結果、モアイの運搬に大量の木材を消費してしまった事をあげている。イースター島では、木材を消費し尽くした結果、島全体の森が消え、食料となる野生動物もいなくなり、やがて少ない食料を巡っての部族抗争が起きて人口が激減、人肉食が起きるほど、文明は後退したと説明している。なお、この説そのものは、ダイアモンドの新説というわけではなく、従来から歴史学者の間で通用していた通説である。それが、ダイアモンドの著作で紹介された事により、「人が科学技術を過信し、自然を破壊すると、やがて人類の文明に悪影響を及ぼす」との教訓めいた話として、人口に膾炙していった。
しかし、2020年現在、この説には誤りがあるとの研究がいくつかある。従来の説は、モアイを運ぶために、木製の橇を作り、さらに木の軌条を作ってその上を滑らせるため、多くの木材を費やしたというものであった。しかし、モアイを立てた状態で、縄で左右に揺らしながら、歩かせるように前に進める方法でも可能である事が、実験で確かめられている。この様子は、イースター島に伝わる「モアイは自分で歩いた」との伝説にも合致する。また当時の遺骨には争った形跡がほとんどど無いことから、抗争は無かった可能性が出てきている。この説によれば、イースター島の住民が激減したのは、西洋人による奴隷狩りが主な原因とされる。ただ、この「イースター島の住民自身の行動が文明崩壊を引き起こしたわけではなかった」との説には、反証もいくつか出ており、やはり従来の通説通り、文明崩壊は起きたと主張する学者もいる。
ダイアモンド自身は、2020年に来日した時の産経新聞とのインタビューで、自著を引用する形で「イースター島で起きたことは、過剰な資源収奪がもたらす最悪のシナリオです。この島は太平洋で孤立し、森林伐採など自然を破壊したときに助けを求める社会が他になかった。宇宙では地球も孤立しています。だからイースター島は世界の縮小モデルなのです。人間は自身が依存している資源を破壊してはいけないのです」と答え、気候変動について、各国が協力し合う必要性を説いている。

## 書誌情報
書籍
- 文明崩壊 滅亡と存続の命運を分けるもの 〈上〉- 草思社 (2005/12)、ISBN 978-4794214645

文庫版：草思社文庫(2012/12)、ISBN 978-4794219398
- 文明崩壊 滅亡と存続の命運を分けるもの 〈下〉- 草思社 (2005/12)、ISBN 978-4794214652

文庫版：草思社文庫(2012/12)、ISBN 978-4794219404
DVD
- ナショナル ジオグラフィック『文明崩壊』 - 日経ナショナル ジオグラフィック社 (2010/11) 、ISBN 978-4863131255